# 沃爾庫爾滕山
73°4′S 1°54′W / 73.067°S 1.900°W
沃爾庫爾滕山是南極洲的山峰，位於東部南極洲的毛德皇后地，由德國探險隊發現，由挪威的製圖師根據測量和空中照片繪入地圖。